# Thersana acuta
Thersana acuta är en fjärilsart som beskrevs av Walker 1864. Thersana acuta ingår i släktet Thersana och familjen mätare. Inga underarter finns listade i Catalogue of Life.